# Wenzel Müller
Wenzel Müller, född den 26 september 1767 i Mähren, död den 3 augusti 1835 nära Wien, var en österrikisk tonsättare.
Müller blev 1786 kapellmästare vid Marinelliska teatern, senare vid Leopoldstädterteatern i Wien och gjorde sig ryktbar genom mer än 220 ofantligt populära sångspel och dylikt, bland vilka Der verwünschte Prinz bibehöll sig länge även i Sverige ("Den förmente prinsen", 1807) och Der Alpenkönig und der Menschenfeind ännu uppförs.